# Hôtel St. Georges (Beyrouth)

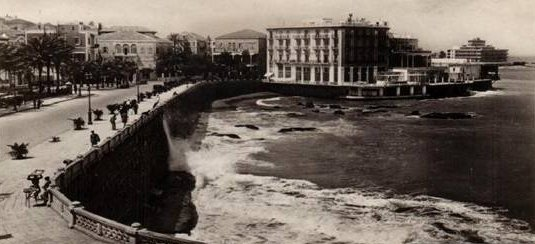
Hôtel St. Georges environ 1950

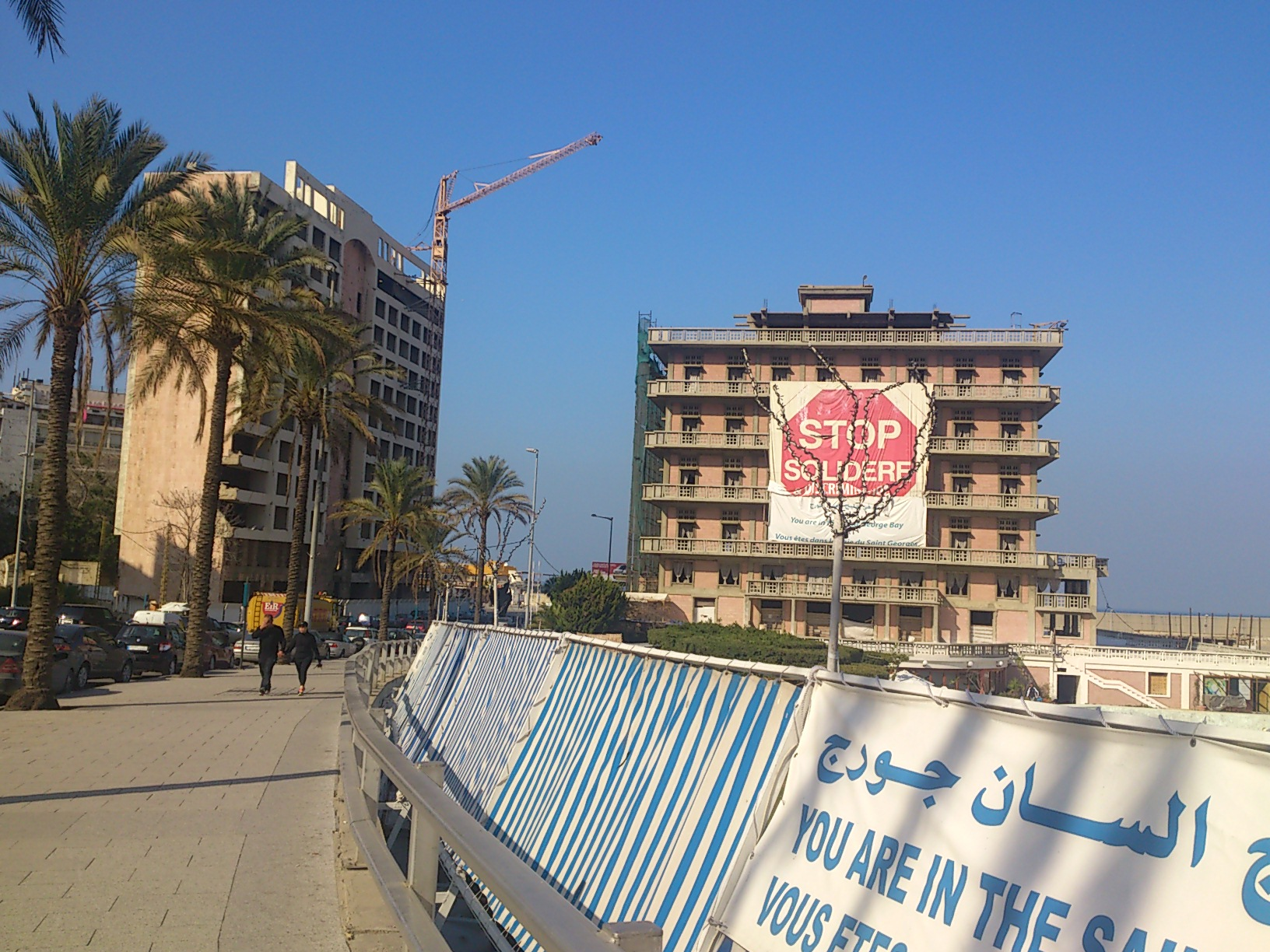
Signe de protestation contre Solidere

L'Hôtel St. Georges de Beyrouth, au Liban, est un bâtiment historique construit à la fin des années 1920. L'architecte parisien Auguste Perret est venu à Beyrouth pour concevoir le bâtiment avec Antoine Tabet,,.
Le bâtiment a été gravement endommagé pendant la guerre civile au Liban. Au cours des dernières années, les immeubles imposants et le développement de la marina ont acquis la suprématie.
L'explosion qui a tué Rafic Hariri en 2005 a gravement endommagé le bâtiment et une statue en bronze de lui a été érigée à proximité. Le bâtiment était en cours de restauration au moment de l'assassinat. Les travaux de rénovation et de réouverture de l'hôtel ont depuis lors échoué dans un conflit avec Solidere, et l'hôtel est resté fermé pendant plus d'une décennie.